# Charminster
Charminster – wieś w Anglii, w hrabstwie Dorset. Leży 4 km na północ od miasta Dorchester i 184 km na południowy zachód od Londynu.